# Julius Rastenberger

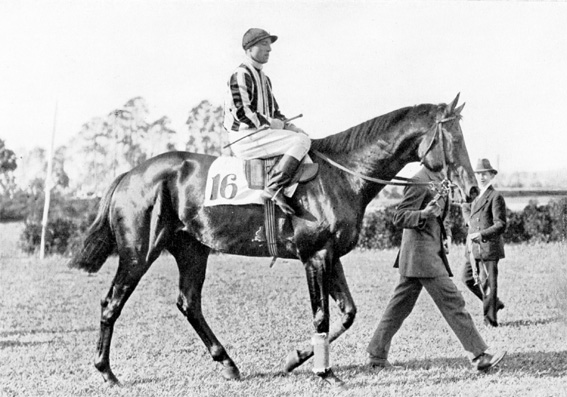
Jule Rastenberger auf Herold auf dem Weg zum Deutschen Derby 1920

Julius „Jule“ Rastenberger (* 17. Januar 1887 in Berlin-Wedding; † 3. Juli 1943 in Hoppegarten) war ein deutscher Jockey im Galopprennsport.

## Leben
Julius Rastenberger lernte von 1903 bis 1908 in Hoppegarten-Mönchsheim bei Trainer Albert Fritsche. Er war zwischen 1908 und 1943 aktiv und gewann in dieser Zeit 1148 Galopprennen. Seine herausragenden reiterlichen Fähigkeiten bewies er anfangs im Hindernissport, wobei er vor dem Ersten Weltkrieg auch in der französischen Hochburg Auteuil erfolgreich war. Bedingt durch den Kriegsausbruch war die Zahl der ausländischen Jockeys reduziert und so konnte 1915 Rastenberger als erster deutscher Jockey das Jockeychampionat mit 40 Siegen erringen (Allerdings musste er sich aber das Championat – durch gleiche Anzahl der Siege – mit dem Amerikaner George Archibald teilen).
Sein erstes Derby gewann er 1916 in Österreich. Im Deutschen Derby war er am 27. Juni 1920 mit Herold und 1934 mit Athanasius erfolgreich.
Beim Publikum war „Jule“ Dank seiner Fähigkeit, die Möglichkeiten seiner Pferde optimal und schonend einzusetzen, sehr beliebt.
Als 1909 die Rennbahn Grunewald eröffnet wurde, gewann er mit „Autlerhorst“ (Besitzer J. Beutler) das erste Rennen auf der neuen Bahn.

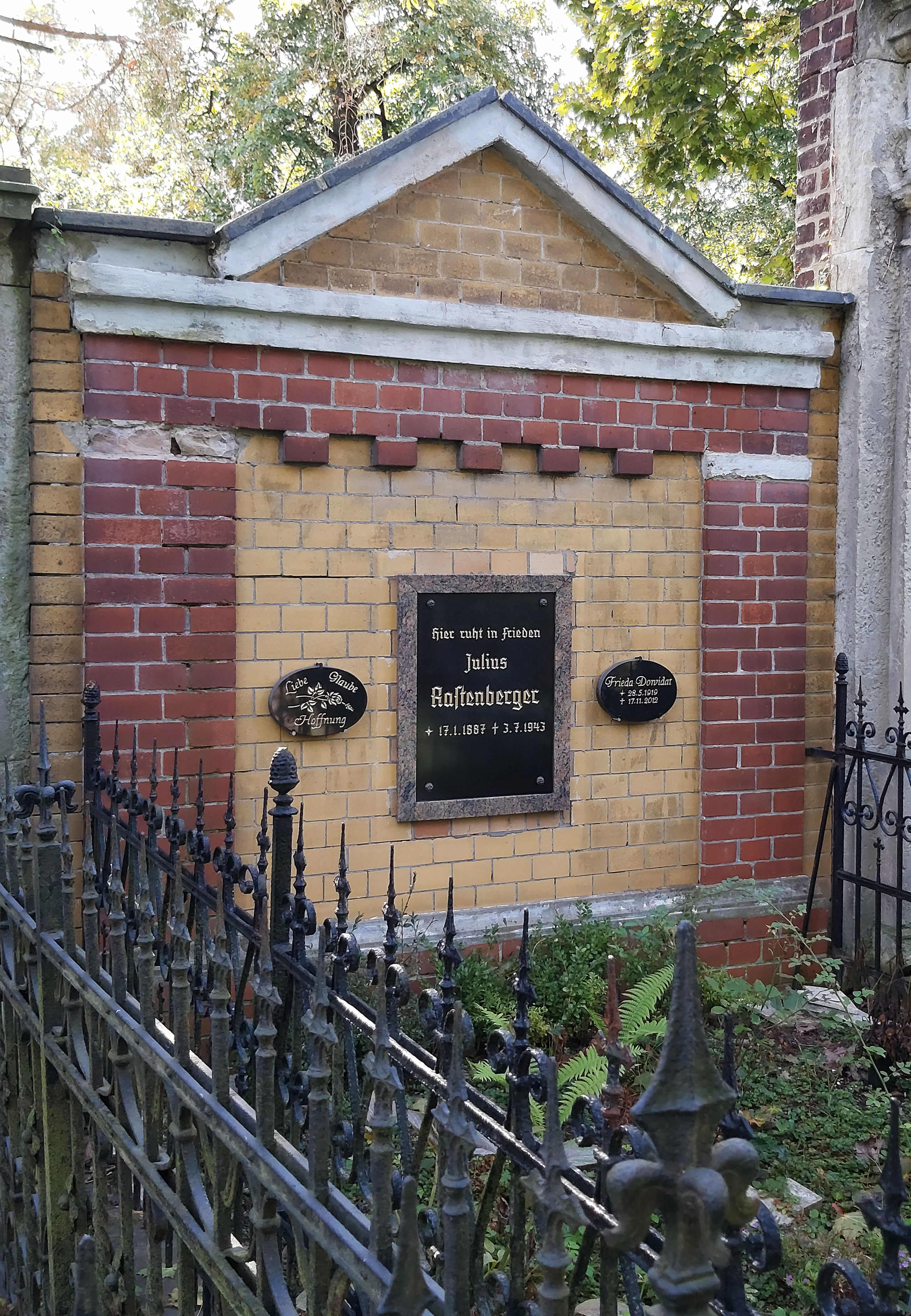
Grabmal in Hoppegarten

Julius Rastenberger erlitt im Alter von 56 Jahren, am 3. Juli 1943 im „Auerswald-Rennen“ in Hoppegarten auf der Stute Ovation, die in grotesker Weise mit dem zweitplatzierten Landbote in einem „Toten Rennen“ das Ziel passierte, einen Herzschlag und fiel hinter der Ziellinie tot vom Pferd. 
Die Stute Ovation, in deren Sattel Rastenberger verstarb, hinterließ bedeutende Spuren in der Vollblutzucht. Unter anderen gehen die Derby-Sieger Orofino und Ordos auf sie in der Mutterlinie zurück. Überhaupt ritt Rastenberger mehr als jeder anderer deutsche Jockey Pferde, die später eine Schlüsselstelle in der deutschen Vollblutzucht einnahmen. Neben Herold, den er in allen seinen Rennen ritt, dessen berühmten Sohn Alchimist, Aversion, die Mutter von Alchimist, deren Vollschwester Adresse und Athanasius, den Vater von Ticino.
Sein Grab wird auf dem Hoppegartener Friedhof gepflegt.

## Weitere Siege
| Jahr | Pferd         | Besitzer                     | Rennen                                         |
| ---- | ------------- | ---------------------------- | ---------------------------------------------- |
| 1912 | Nelson        | F. C. Krüger                 | Sierstorpff-Rennen                             |
| 1912 | Nelson        | F. C. Krüger                 | Sierstorpff-Rennen                             |
| 1915 | Antonius      | Arthur und Carl von Weinberg | Henckel-Rennen                                 |
| 1916 | Adresse       | Hauptgestüt Graditz          | Preis der Diana                                |
| 1916 | Adresse       | Hauptgestüt Graditz          | Deutsches St. Leger                            |
| 1916 | Anschluss     | Hauptgestüt Graditz          | Großer Preis von Berlin                        |
| 1916 | Landstreicher | Hauptgestüt Graditz          | Ratibor-Rennen [Totes Rennen]                  |
| 1916 | Sanskrit      | Baron Rothschild             | Großer Preis von Wien (Österreichisches Derby) |
| 1917 | Abschluss     | Hauptgestüt Graditz          | Deutsches St. Leger                            |
| 1917 | Domherrin     | Hauptgestüt Graditz          | Oppenheim-Rennen                               |
| 1917 | Domherrin     | Hauptgestüt Graditz          | Sierstorpff-Rennen                             |
| 1920 | Herold        | Hauptgestüt Graditz          | Deutsches St. Leger                            |
| 1920 | Herold        | Hauptgestüt Graditz          | Gladiatoren-Rennen                             |
| 1920 | Herold        | Hauptgestüt Graditz          | Großer Preis von Berlin                        |
| 1921 | Alpenrose     | Hauptgestüt Graditz          | Zukunftsrennen                                 |
| 1923 | Abgott        | Stall Hönwalt                | Großer Hansa Preis                             |
| 1923 | Famulus       | Leo und Willi Sklarek        | Gladiatoren-Rennen                             |
| 1930 | Graf Isolani  | Gestüt Erlenhof              | Gladiatoren-Rennen                             |
| 1930 | Gutenberg     | Gestüt Mydlinghoven          | Großer Hamburger Ausgleich                     |
| 1932 | Alchimist     | Hauptgestüt Graditz          | Zukunftsrennen                                 |
| 1933 | Athanasius    | Gestüt Erlenhof              | Oppenheim-Rennen                               |
| 1933 | Athanasius    | Gestüt Erlenhof              | Ratibor-Rennen                                 |
| 1933 | Athanasius    | Gestüt Erlenhof              | Sierstorpff-Rennen                             |
| 1936 | Elanus        | Graf C.A.Wuthenau            | Gerling-Preis                                  |
| 1936 | Seine Hoheit  | Gestüt Röttgen               | Gladiatoren-Rennen                             |
| 1936 | Wahnfried     | Gestüt Röttgen               | Deutsches St. Leger                            |
| 1936 | Wahnfried     | Gestüt Röttgen               | Fürstenberg-Rennen                             |
| 1936 | Wahnfried     | Gestüt Röttgen               | Preis der Dreijährigen                         |
| 1936 | Wahnfried     | Gestüt Röttgen               | Großer Preis von Baden                         |
| 1937 | Hannenalt     | Gestüt Röttgen               | Hamburger Criterium                            |
| 1940 | Gewerke       | Gestüt Mydlinghoven          | Großer Hamburger Ausgleich                     |
| 1940 | Newa          | Gestüt Zoppenbroich          | Henckel-Rennen                                 |
| 1941 | Grünspecht    | Hauptgestüt Graditz          | Großer Preis von Wien (Österreichisches Derby) |
| 1943 | Granatwerfer  | Gestüt Mydlinghoven          | Henckel-Rennen                                 |